# 114612 Sandrasavaglio
114612 Sandrasavaglio è un asteroide della fascia principale. Scoperto nel 2003, presenta un'orbita caratterizzata da un semiasse maggiore pari a 2,9297114 au e da un'eccentricità di 0,0766182, inclinata di 9,89373° rispetto all'eclittica.
L'asteroide è dedicato all'astrofisica italiana Sandra Savaglio.